# 三重県道692号滝之原美旗停車場線
三重県道692号滝之原美旗停車場線（みえけんどう692ごう たきのはらみはたていしゃじょうせん）は、三重県名張市を通る一般県道である。

## 概要
名張市滝之原から名張市美旗町中1番に至る。
広域農道伊賀コリドールの一部をなす。

### 路線データ
- 起点：名張市滝之原（滝之原交差点、三重県道691号名張青山線交点、伊賀コリドール上）
- 終点：名張市美旗町中1番（近鉄大阪線 美旗駅前）
- 総延長：5,890 m

## 歴史
- 1959年（昭和34年）1月25日 - 路線認定[1]。

## 路線状況
生活道路、農道として利用される。
別称は「伊賀コリドール」である。伊賀コリドールは三重県伊賀地方の農地を結ぶ、国道・県道・市道・農道からなる全長91 kmにも及ぶ長大な広域農道で、三重県道692号もその一部として位置付けられている。
事業は「農と食の回廊コリドール」の一部であり、1986年（昭和61年）に事業が始まった。

### 別称
- 伊賀コリドール（名張市）

### 重複区間
- 伊賀コリドール（名張市滝之原・滝之原交差点（起点） - 名張市滝之原）

### 道路施設

#### 橋梁
- 滝之原橋（小波田川、名張市）
- 目腥橋（小波田川、名張市）

## 地理

### 通過する自治体
- [[三重県]

- ]名張市

### 交差する道路
| 交差する道路                                        | 交差する場所 | 交差する場所        |
| --------------------------------------------------- | ------------ | ------------------- |
| 三重県道691号名張青山線 伊賀コリドール 重複区間起点 | 滝之原       | 滝之原交差点 / 起点 |
| 伊賀コリドール 重複区間終点                         | 滝之原       |                     |
| 国道165号 国道422号 重複                            | 上小波田     | 小波田交差点        |
| 三重県道57号上野名張線                              | 新田         |                     |

### 沿線
- 名張滝之原郵便局
- 観阿弥ふるさと公園 - 能の大成者観阿弥の出身地との説がある。
  - 観阿弥顕彰碑
- 美旗古墳群
- JAいがふるさと 名張東支店
- 名張市立美旗小学校
- 近鉄大阪線 美旗駅